# Sabine Hirler
Sabine Rosina Hirler (* 1961 in Weilheim an der Teck) ist eine deutsche Musikpädagogin, Musiktherapeutin, Autorin, Komponistin und Dozentin. 

## Leben und Wirken
Sabine Hirler studierte von 1981 bis 1985 Musik an der Hochschule für Musik und Darstellende Kunst in Stuttgart (im Hauptfach Rhythmik, Gitarre und Blockflöte). Seit 1995 publizierte sie zahlreiche Praxisbücher im Bereich Rhythmik und Musik, Kindertonträger und Kinderbücher. 
In Hadamar leitet sie ein pädagogisch-therapeutisches Musikinstitut, arbeitet als Fachautorin und leitet jährlich zahlreiche Fort- und Weiterbildungen für Pädagogen und Therapeuten.
Seit 2003 ist sie Heilpraktikerin für Psychotherapie und als Musiktherapeutin tätig. Von 2009 bis 2011 absolvierte sie ein Masterstudium in Sozialwissenschaften an der TU Kaiserslautern, Fachbereich Sozialwissenschaften/Erwachsenenbildung.

## Berufliche Tätigkeit
Hirler arbeitet als freiberufliche Dozentin für Rhythmik und Musik in pädagogischen und therapeutischen Feldern zahlreicher Bildungsträger vor allem in Deutschland, aber auch in Österreich, Schweiz, Belgien, Luxemburg, Italien und China.
Neben ihrer Tätigkeit an unterschiedlichen Fachschulen für Sozialpädagogik unterrichtet sie als Instrumentallehrerin Gitarre und Blockflöten. Die Zielgruppe für ihren Rhythmikunterricht und ihre rhythmisch-therapeutische Arbeit sind Kinder und Jugendliche von 1 bis 14 Jahren und Kinder, Jugendliche und Erwachsene mit geistiger und körperlicher Behinderung. Intergenerative Projekte mit Hochbetagten und Kinder zwischen 3 und 5 Jahren ergänzen ihren Betätigungskreis.
Hirler wohnt in Hadamar.

## Veröffentlichungen
Seit 1995 veröffentlichte sie zahlreiche Praxisbücher mit Schwerpunkt Rhythmik und Musik, Tonträger für Kinder (rund 200 Lieder auf Tonträgern), sechs Kinderbücher und zwei Elternratgeber in den Verlagen Beltz, Cornelsen Scriptor, Herder, Kallmeyer, Ökotopia, Jumbo Neue Medien, Igel-Records, arsEdition, Coppenrath, Schott Music, Klett und Velber im OZ-Verlag. Für den Bildungsbereich „Musik in der frühen Kindheit“ veröffentlichte sie in zahlreichen Verlagen Fachbücher und Kindertonträger und ist als Fachjournalistin in diesem Bereich tätig.

## Werke
- Rhythmikspiele : Hand und Fuß, die können tanzen. Seelze-Velber: Kallmeyer 1998. ISBN 978-3-7800-5901-7
- Kinder brauchen Musik, Spiel und Tanz. Münster: Ökotopia-Verlag 1998. ISBN 978-3-931902-28-5
- Wahrnehmungsförderung durch Rhythmik und Musik. Freiburg, Br. ; Basel ; Wien : Herder 1999. ISBN 978-3-451-26623-2 (mehrere Neuauflagen)
- Hämmern, Tippen, Feuerlöschen: mit Spiel-Aktionen, Geschichten, Lieder und Tänze rund um die Berufswelt. Münster: Ökotopia-Verlag 2001. ISBN 978-3-931902-69-8
- Wie tanzt der Mond? : fantastische Geschichten mit Musik und Tanz erleben. Seelze (Velber) : Kallmeyer 2002. ISBN 978-3-7800-5913-0
- Mit Rhythmik durch die Jahreszeiten. Freiburg im Breisgau. Basel ; Wien : Herder 2004. ISBN 978-3-451-28260-7
- Gefühle leben lernen : unterstützen Sie Ihr Kind in seiner emotionalen Entwicklung. Freiburg im Breisgau: Velber 2004. ISBN 978-3-89858-409-8
- Die Welt der bunten Töne erleben: Arbeitsheft zur Förderung der rythmisch-musikalischen Kompetenz. Freiburg im Breisgau : Herder 2004. ISBN 978-3-451-26515-0
- Rhythmik - Spielen und Lernen im Kindergarten : Bildung durch ganzheitliche Musikerziehung. Weinheim ; Basel : Beltz 2005. ISBN 3-407-56275-6.
- Arche Noah: Geschichten, Lieder, Reime und Spiele mit den Tieren auf der Arche. Mit Bernhard Oberdieck. München: ArsEdition 2005. ISBN 978-3-7607-5905-0
- Wer hat an der Uhr gedreht? Eine Geschichte. Mit Silvio Neuendorf.  Bilderbuch. Münster: Coppenrath 2005. ISBN 978-3-8157-3987-7
- Das klingt toll! Erste Erfahrungen mit Musik. Stuttgart : Klett - Freiburg [Breisgau] : Velber 2006. ISBN 978-3-12-920258-6
- Neue Singspiele und Musikprojekte: pfiffige Angebote für das Kindergartenjahr. Freiburg, Br. ; Basel ; Wien : Herder 2007. ISBN 978-3-451-32051-4
- Sprachförderung durch Rhythmik und Musik. Freiburg, Br. ; Basel ; Wien : Herder 2009. ISBN 978-3-451-32245-7
- Sanfte Klänge für Babys und Kleinkinder. Münster : Ökotopia-Verlag 2010. ISBN 978-3-86702-124-1
- Handbuch Rhythmik und Musik : Theorie und Praxis für die Arbeit in der Kita. Freiburg im Breisgau : Verlag Herder 2014. ISBN 978-3-451-32723-0 (mehrere Neuauflagen)
- Klang-Kätzchen & Trommel-Specht : Mini-Musik-Projekte für Krippenkinder mit Bilderbuch-Geschichten, Liedern & Spielangeboten. Münster: Ökotopia 2015. ISBN 978-3-86702-314-6
- Stuhlkreistänze für Kita-Kinder. Aachen: Ökotopia 2017. ISBN 978-3-86702-396-2
- Sozial-emotionale Entwicklungsförderung durch Rhythmik und Musik. Freiburg ; Basel ; Wien : Herder. ISBN 978-3-451-37643-6
- Musik von Anfang an : Lieder, Reime, Spielideen. Berlin: Cornelsen 2019. ISBN 978-3-589-16426-4
- Musik erleben in der Kita. Freiburg: Herder 2022. ISBN 978-3-451-38895-8

## Diskografie
- 1999: Weiche Tatze, Schmusekatze (Aktive Musik)
- 2003: Wie schön, ich gehe in den Kindergarten (Jumbo/Deutsche Austrophon)
- 2003: Piraten-Lili auf großer Fahrt  (Jumbo)
- 2003: Mi-ma-muh macht die bunte Kuh (Coppenrath)
- 2004: Wütend, traurig und dann fröhlich (Jumbo)
- 2004: Schlaumax in Rasselprasselhausen: mit Rhythmik durch die Jahreszeiten (Jumbo)
- 2005: Alle meine Krabbelfinger (mit Dagmar Geisler, Igel Records)
- 2005: Bunte Lieder schenk' ich dir: singen, spielen, tanzen – zu Hause und im Kindergarten (F. Coppenrath)
- 2005: Arche Noah (Jumbo)
- 2007: Zirkus Bella Stella (Jumbo)
- 2008: Blätter tanzen, Sterne funkeln : neue Singspiele und pfiffige Musikprojekte (Jumbo)
- 2008: Cecilias bunte Welt der Musik (Schott)
- 2008: Engel Linchen und der Sternenstaub : Schutzengelgeschichten, bekannte und neue Kindergebete und Abendlieder (Jumbo)
- 2010: Wie schön – Ich bin schon 3! Lieder, Verse und Geschichten (Jumbo/Edel Kultur)